# Fritchle Automobile & Electric Storage Battery Company
Fritchle Automobile & Electric Storage Battery Company, vorher Fritchle Electric Storage Battery Company, war ein US-amerikanischer Hersteller von Automobilen.

## Unternehmensgeschichte

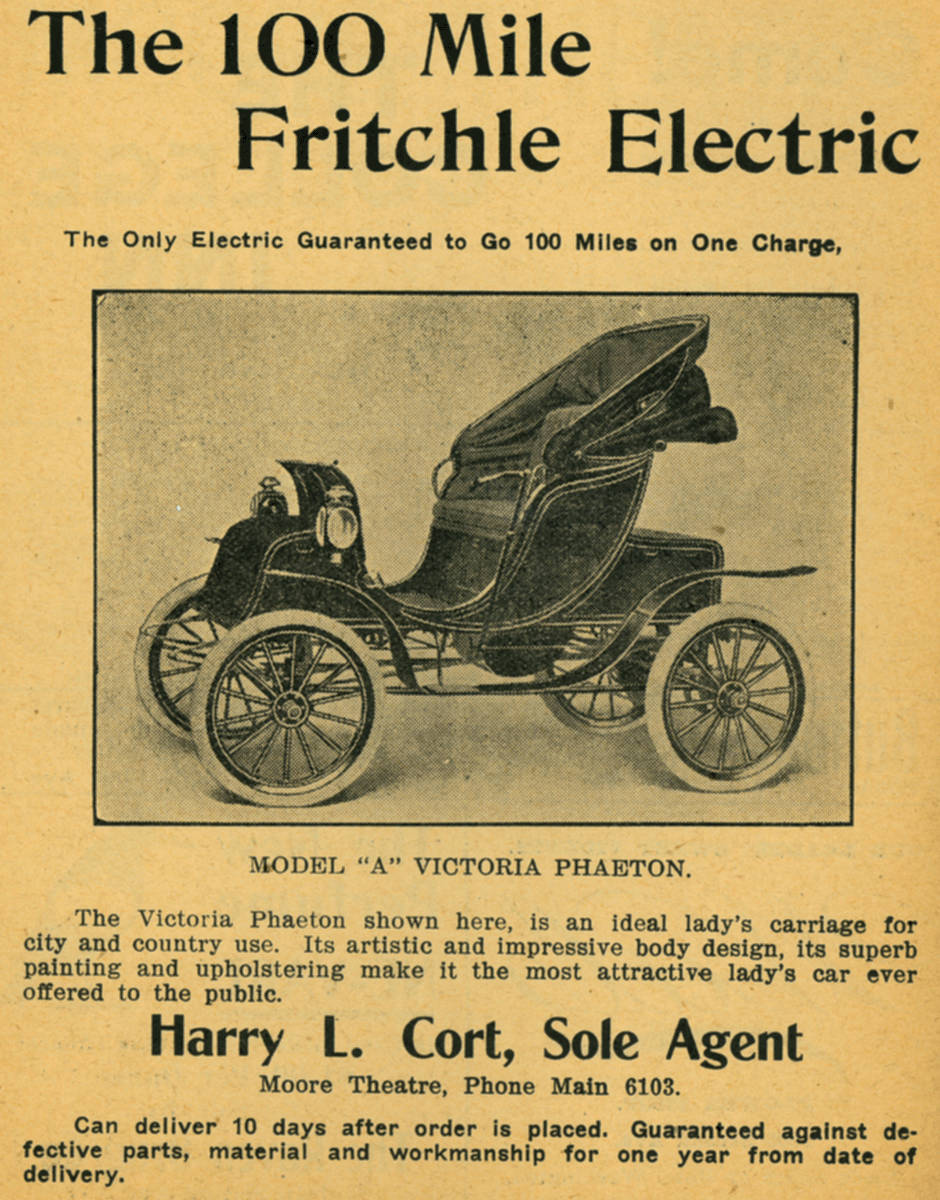
Anzeige von 1908 für den Fritchle Electric mit 100 Meilen (ca. 160 km) Reichweite

Oliver Parker Fritchle experimentierte ab 1897 mit Batterien. 1903 erhielt er ein Patent. Wenig später gründete er die Fritchle Electric Storage Battery Company in Denver in Colorado. Zunächst stellte er Batterien und ab 1905 auch Elektroautos her. Der Markenname lautete Fritchle, evtl. mit dem Zusatz Electric. 1907 präsentierte Fahrzeuge auf der Denver Automobile Show. 1908 nahm Fritchle persönlich mit einem seiner Fahrzeuge an einer Langstreckenfahrt teil. Sie führte über 3424 km von Lincoln nach New York City. Eine Reichweite von 160 km wurde lobend anerkannt. Fritchle warb für sein Produkt, erhöhte die Produktionszahl und hatte Erfolg damit. Außerdem änderte er die Firmierung in Fritchle Automobile & Electric Storage Battery Company.
Nach 1911 gingen die Verkaufszahlen zurück und unterschritten 1915 die 100er-Marke. 1916 wurde ein Fahrzeug mit Hybridantrieb eingeführt. Es hatte sowohl einen Otto- als auch einen Elektromotor. Die Verkaufszahlen blieben gering. 1920 endete die Fahrzeugproduktion. Insgesamt entstanden über 1500 Fahrzeuge.

## Fahrzeuge
Die meisten Fahrzeuge waren Elektroautos. Für die Zeit von 1905 bis 1908 sind die Aufbauten Stanhope und Victoria überliefert.
Ab 1909 wurden die Modelle in Anlehnung an ihre Reichweite 100 Mile Electric genannt. 1909 gab es ein Coupé mit 213 cm Radstand, einen Roadster mit 244 cm Radstand sowie Stanhope und Victoria.
1910 standen ein Coupé mit 213 cm Radstand, ein Victoria Phaeton mit 203 cm Radstand und ein Roadster mit 254 cm Radstand im Sortiment.
1911 hatte der Victoria 213 cm Radstand und das Coupé 218 cm Radstand. Der Roadster blieb unverändert.
Ab 1912 entfiel der Hinweis auf die Reichweite. Beim Victoria mit 218 cm Radstand und beim Tourenwagen mit 254 cm Radstand bestand die Wahl zwischen Kettenantrieb und Kardanantrieb. Daneben gab es einen Torpedo Roadster und ein Extension Coupé mit Kardanantrieb und 224 cm Radstand sowie ein Colonial Coupé ohne weitere Daten.
Für die Zeit danach wird die Art der Kraftübertragung nicht mehr genannt. Zwischen 1913 und 1915 standen ein viersitziges Colonial Coupé mit 224 cm Radstand, ein zweisitziger Roadster mit 244 cm Radstand, ein fünfsitziger Brougham mit 262 cm Radstand und ein viersitziger Roadster mit 264 cm Radstand zur Wahl.
1916 standen drei Modelle im Sortiment. Das Colonial Coupé mit 244 cm Radstand und ein Torpedo Roadster mit 264 cm Radstand waren Elektroautos. Eine Besonderheit stellte das Hybridauto dar. Es hatte einen luftgekühlten Vierzylindermotor. Mit 3000 US-Dollar lag es preislich zwischen den beiden anderen Modellen.
1917 beschränkte sich das Angebot auf einen Electric 100 Mile als Coach mit 264 cm Radstand.
1918 gab es keine Änderungen.
Von 1919 bis 1920 war der einzige Aufbau ein Brougham. Der Radstand war auf 254 cm gekürzt worden.

## Modellübersicht
| Jahr      | Modell            | Radstand (cm) | Aufbau                            |
| --------- | ----------------- | ------------- | --------------------------------- |
| 1905–1908 | Electric          |               | Stanhope, Victoria                |
| 1909      | 100 Mile Electric | 203           | Stanhope, Victoria                |
| 1909      | 100 Mile Electric | 213           | Coupé                             |
| 1909      | 100 Mile Electric | 244           | Roadster                          |
| 1910      | 100 Mile Electric | 203           | Victoria Phaeton                  |
| 1910      | 100 Mile Electric | 213           | Coupé                             |
| 1910      | 100 Mile Electric | 254           | Roadster                          |
| 1911      | 100 Mile Electric | 213           | Victoria                          |
| 1911      | 100 Mile Electric | 218           | Coupé                             |
| 1911      | 100 Mile Electric | 254           | Roadster                          |
| 1912      | Electric          | 218           | Victoria                          |
| 1912      | Electric          | 224           | Torpedo Roadster, Extension Coupé |
| 1912      | Electric          | 254           | Tourenwagen                       |
| 1912      | Electric          |               | Colonial Coupé                    |
| 1913–1915 | Electric          | 224           | Colonial Coupé 4-sitzig           |
| 1913–1915 | Electric          | 244           | Roadster 2-sitzig                 |
| 1913–1915 | Electric          | 262           | Brougham 5-sitzig                 |
| 1913–1915 | Electric          | 264           | Roadster 4-sitzig                 |
| 1916      | Electric          | 244           | Colonial Coupé                    |
| 1916      | Electric          | 264           | Torpedo Roadster                  |
| 1916      | Gas-Electric Car  |               |                                   |
| 1917      | Electric 100-Mile | 264           | Coach                             |
| 1918      | Electric 100-Mile | 264           | Coupé                             |
| 1919–1920 | Electric 100-Mile | 254           | Brougham                          |

## Produktionszahlen
| Jahr  | Produktionszahl |
| ----- | --------------- |
| 1905  | 1               |
| 1906  | 2               |
| 1907  | 17              |
| 1908  | 33              |
| 1909  | 187             |
| 1910  | 214             |
| 1911  | 323             |
| 1912  | 187             |
| 1913  | 141             |
| 1914  | 133             |
| 1915  | 97              |
| 1916  | 88              |
| 1917  | 71              |
| 1918  | 23              |
| 1919  | 17              |
| 1920  | 6               |
| Summe | 1540            |